# Управа за војно здравство
Управа за војно здравство једна је од организацијских јединица Министарства одбране Републике Србије, организационо и функционално непосредно везана за министра одбране.. Начелник Управе за војно здравство је бригадни генерал проф. др Драган Динчић. 

## Задаци
Војносанитетска (војноздравствена) служба, чији је носилац делатности Управа за војно здравство, једна је од служби у Министарству одбране и Војсци Србије која обавља здравствену делатност као логистичку подршку Војске Србије у миру и у рату и пружа здравствену заштиту корисницима права и другим лицима, а у складу са Законом о здравственој заштити и здравственом осигурању војних осигураника.
У складу са Законом, Управа за војно здравство обавља послове из области санитетске и ветеринарске подршке у Министарству одбране и Војсци Србије који се односе на: 
- Припрему нацрта закона, правила, прописа, упутстава,
- Доношење основних аката и наређења у области санитетске и ветеринарске службе.

Мере и активности здравствене заштите у Управи за војно здравство Министарства одбране и Војске Србије морају бити засноване на научним доказима, односно морају бити безбедне, сигурне и ефикасне и у складу са начелима професионалне етике.
Функционисање војне здравствене службе у рату, посебним актом, уређује министар одбране на предлог Управе за војно здравство.

## Организација
У саставу Управе за војно здравство налазе се Одељење за управљање здравственом заштитом, Одељење за ветеринарску заштиту, Одељење за управљање кадровима, оперативне послове и канцеларијско пословање, Одељење за снабдевање лековима и медицинским средствима, Одсек за финансијски план, анализу и контролу, Одсек за војнополицијске послове и Одсек за односе са јавношћу.

## Потчињене установе
Управи за војно здравство непосредно су потчињене установе:

### Војномедицинска академија
Војномедицинска академија (ВМА) је здравствена и научна медицинска установа и центар за постдипломско школовање медицинског кадра у Србији, која пружа највиши степен здравствене заштите војним и цивилним осигураницима. Укључена је у мрежу медицинских установа Републике Србије. Да је то највећа војна болница у Србији, Југоисточној Европи и једна од највећих у свету, говоре чињенице о овој установи. Комплекс ВМА се простире на 21 хектару са зградом која има око 180.000 квадратних метара и подељена је у више од 60 техничко-технолошких целина са око 6.000 просторија и располаже са 1.200 кревета.
У свом саставу има око 2.500 запослених и садржи 26 клиника, 11 института, 25 операционих сала, Поликлинику са 20 специјалистичких кабинета, Национални центар за контролу тровања, Центар за хитну помоћ, Центар за хипербаричну медицину итд. Годишње се у њој стационарно лечи око 30.000 пацијената (војних и цивилних осигураника), обави исто толико хируршких интервенција и уради више од 500.000 специјалистичких прегледа уз преко два милиона биохемијских процедура.
ВМА се налази у саставу Министарства одбране и призната је и награђивана као медицинска установа уређена по највишим светским стандардима. Међународна сарадња се веома интензивно спроводи кроз бројне активности од којих је једна од најзначајнијих учешће војномедицинског особља у мировним мисијама.
Начелник Војномедицинске академије је пуковник проф. др Ненад Перишић.

### Центар војномедицинских установа Београд
Центар војномедицинских установа Београд (ЦВМУ Београд) је здравствена установа која на општем и специјалистичком нивоу збрињава војне осигуранике са територије Београда, као и професионална војна лица са целе територије Републике Србије.
ЦВМУ Београд је установа примарне и секундарне здравствене заштите, која у свом саставу има: 
- Војномедицинске центре на Карабурми, Новом Београду и Славији, као и Центар хитне помоћи и кућног лечења
- Центар за превентивну медицинску заштиту у Земуну
- Гарнизонске амбуланте

ЦВМУ Београд у наведеним организационим јединицама годишње обави око 360.000 општих прегледа, 180.000 специјалистичких и више од 640.000 лабораторијских анализа. 

### Војна болница Ниш
Војна болница Ниш је савремена и стручно оспособљена војноздравствена установа Министарства одбране и Војске Србије и наставна база Медицинског факултета у Нишу. Намењена је за пружање пуног обима примарне и секундарне (специјалистичке) здравствене заштите и делимично терцијарне (супспецијалистичке), војним и цивилним осигураницима у седам стационарних одељења са 300 постеља. Војна болница Ниш спада у најстарије и најугледније медицинске и војне установе у Србији. Од времена њеног оснивања до данашњих дана прошла је дуг и трновит пут кроз девет ратова, које је водио српски народ, а са њом је започело и развијало се здравство и здравствене установе не само нишког краја, већ читавог региона.
Управник Војне болнице Ниш је пуковник др сци мед. Небојша Ђенић.

### Војна болница Нови Сад
Војна болница Нови Сад је здравствена установа која на општем и специјалистичком нивоу збрињава војне осигуранике са територије Војводине. У оквиру хируршког и интернистичког одељења на располагању је 60 постељних капацитета.
Некадашњи Војномедицински центар у Петроварадину, Нови Сад, је најстарија војна болница у Европи, основана 11. новембра 1786. и једна од првих здравствених установа на Балкану у којој тренутно ради 200 запослених.
Управник Војне болнице Нови Сад је пуковник др Драган Коруга.

### Централна апотека-складиште Београд
Централна апотека – складиште је установа која се бави снабдевањем лековима и другим медицинским потрошним материјалом за потребе војних осигураника на територији Републике Србије. У свом саставу има санитетско складиште и четири војне апотеке на територији Београда: Апотека Славија, Апотека Нови Београд, Апотека Церак, Апотека Карабурма.
Командант Централне апотеке-складиште је потпуковник мр фармације Јаков Ћук.

### Центар ветеринарске службе
Центар ветеринарске службе је наменска јединица ветеринарске службе Војске Србије која извршава задатке школовања и усавршавања кадра ветеринарске службе и других логистичких служби, реализује курсеве из области здравствене заштите животиња, безбедности хране животињског порекла, ветеринарске инспекције, рада ветеринарске службе у све три мисије Војске Србије и учествује у стручним пројектима из области ветеринарске медицине.
Командант Центра ветеринарске службе је потпуковник мр сци Ненад Јовановић

### Центар санитетске службе
Центар санитетске службе намењен је школовању и обуци професионалних војних лица (ПВЛ) и резервних старешина санитетске службе. Наставну базу чине наставници клиника и института Војномедицинске академије по наставном плану и програму за сваки курс.
Основне делатности Центра су:
- организација и реализација курсева, семинара и других видова усавршавања за ПВЛ, слушаоце за резервне официре санитетске службе на добровољном служењу војног рока са оружјем, кандидате за официре санитетске службе, кандидате за мировне мисије
- припрема за рад у ванредним ситуацијама за све профиле здравствених радника
- организација и реализација курсева за потребе цивилне заштите, за санитетске официре у оквиру међународне војне сарадње
- унапређење кооперативности и сарадње
- размена искустава и организовање заједничких вежби и других облика сарадње земаља у региону
- научноистраживачки рад из области организације и тактике санитетске службе
- израда наставне литературе

Командант Центра санитетске службе је пуковник Елифат Фета

### Војнолекарске комисије
У саставу Управе за војно здравство налазе се и војнолекарске комисије:
- Главна војнолекарска комисија,
- Виша војнолекарска комисија Београд,
- Виша војнолекарска комисија Ниш

Комисије су специјализоване установе намењене оцењивању здравствене способности за вршење војне службе и остваривању права из здравственог осигурања војних осигураника, осигураних лица и других осигураника.